# Tadahiko Ueda
Tadahiko Ueda (3 august 1947 - 15 aprilie 2015) a fost un fotbalist japonez.

## Statistici
| Japonia | Japonia | Japonia |
| An      | Meciuri | Goluri  |
| ------- | ------- | ------- |
| 1970    | 10      | 7       |
| 1971    | 3       | 0       |
| Total   | 13      | 7       |